# Diócesis de Ketapang
La diócesis de Ketapang (en latín: Dioecesis Ketapangen(sis) y en indonesio: Keuskupan Ketapang) es una circunscripción eclesiástica latina de la Iglesia católica en Indonesia, sufragánea de la arquidiócesis de Pontianak. La diócesis tiene al obispo Pius Riana Prapdi como su ordinario desde el 25 de junio de 2012.

## Territorio y organización
La diócesis tiene 35 809 km² y extiende su jurisdicción sobre los fieles católicos de rito latino residentes en la provincia de Borneo Occidental en las regencias de Ketapang y Kayong Norte.
La sede de la diócesis se encuentra en la ciudad de Ketapang, en donde se halla la Catedral de Santa Gema Galgani.
En 2019 en la diócesis existían 21 parroquias.

## Historia
La prefectura apostólica de Ketapang fue erigida el 14 de junio de 1954 con la bula Quandoquidem Dei del papa Pío XII, obteniendo el territorio del vicariato apostólico de Pontianak (hoy arquidiócesis).
El 3 de enero de 1961 la prefectura apostólica fue elevada a diócesis con la bula Quod Christus del papa Juan XXIII.
El 9 de abril de 1968 cedió una parte de su territorio para la erección de la prefectura apostólica de Sekadau (hoy diócesis de Sanggau) mediante la bula Quandoquidem condere del papa Pablo VI.

## Estadísticas
De acuerdo al Anuario Pontificio 2020 la diócesis tenía a fines de 2019 un total de 134 347 fieles bautizados.
| Año                                                                             | Población            | Población | Población      | Sacerdotes | Sacerdotes    | Sacerdotes    | Bautizados por sacerdote | Diáconos permanentes | Religiosos | Religiosos | Parroquias |
| Año                                                                             | Bautizados católicos | Total     | % de católicos | Total      | Clero secular | Clero regular | Bautizados por sacerdote | Diáconos permanentes | Varones    | Mujeres    | Parroquias |
| ------------------------------------------------------------------------------- | -------------------- | --------- | -------------- | ---------- | ------------- | ------------- | ------------------------ | -------------------- | ---------- | ---------- | ---------- |
| 1969                                                                            | 5729                 | 204 182   | 2.8            | 19         | 1             | 18            | 301                      |                      | 30         | 28         | 7          |
| 1980                                                                            | 19 593               | 230 000   | 8.5            | 17         | 1             | 16            | 1152                     |                      | 35         | 35         |            |
| 1990                                                                            | 40 953               | 308 361   | 13.3           | 17         | 10            | 7             | 2409                     |                      | 25         | 26         | 12         |
| 1999                                                                            | 73 747               | 397 357   | 18.6           | 25         | 19            | 6             | 2949                     |                      | 26         | 122        | 14         |
| 2000                                                                            | 75 247               | 411 705   | 18.3           | 27         | 20            | 7             | 2786                     |                      | 16         | 122        | 14         |
| 2001                                                                            | 71 726               | 407 326   | 17.6           | 26         | 20            | 6             | 2758                     |                      | 15         | 122        | 16         |
| 2002                                                                            | 76 969               | 423 928   | 18.2           | 28         | 19            | 9             | 2748                     |                      | 15         | 131        | 17         |
| 2003                                                                            | 80 672               | 435 475   | 18.5           | 27         | 17            | 10            | 2987                     |                      | 21         | 126        | 16         |
| 2004                                                                            | 84 297               | 438 475   | 19.2           | 30         | 19            | 11            | 2809                     |                      | 29         | 87         | 15         |
| 2006                                                                            | 88 301               | 431 000   | 20.5           | 26         | 16            | 10            | 3396                     |                      | 24         | 110        | 17         |
| 2013                                                                            | 115 905              | 605 000   | 19.2           | 33         | 22            | 11            | 3512                     |                      | 27         | 74         | 20         |
| 2016                                                                            | 117 285              | 627 000   | 18.7           | 40         | 29            | 11            | 2932                     |                      | 23         | 132        | 20         |
| 2019                                                                            | 134 347              | 604 188   | 22.2           | 47         | 33            | 14            | 2858                     |                      | 27         | 139        | 21         |
| Fuente: Catholic-Hierarchy, que a su vez toma los datos del Anuario Pontificio. |                      |           |                |            |               |               |                          |                      |            |            |            |

## Episcopologio
- Gabriel Willem Sillekens, C.P. † (25 de agosto de 1954-15 de marzo de 1979 renunció)
- Blasius Pujoraharja (15 de marzo de 1979-25 de junio de 2012 retirado)
- Pius Riana Prapdi, desde el 25 de junio de 2012